# Sara May
Sara May, właśc. Katarzyna Szczołek (ur. 4 czerwca 1982) – polska piosenkarka, kompozytorka, autorka tekstów, producentka muzyczna oraz kulturoznawca i blogerka.

## Życiorys
W wieku ośmiu lat rozpoczęła naukę gry na fortepianie i fagocie. Ukończyła XVI Liceum Ogólnokształcące im. Stefanii Sempołowskiej w Warszawie, z wykładowym językiem francuskim. Jest absolwentką warszawskiej Państwowej Szkoły Muzycznej I stopnia im. Karola Szymanowskiego i Państwowej Szkoły Muzycznej II stopnia im. Fryderyka Chopina w wydziałach fortepianu. Studiowała romanistykę na Uniwersytecie Warszawskim, tytuł magistra kulturoznawstwa zdobyła w Szkole Wyższej Psychologii Społecznej w Warszawie. Przed rozpoczęciem kariery medialnej pracowała jako stylistka mody i prowadziła agencję modelek, była także organizatorką konkursów wokalnych.
Jako piosenkarka zadebiutowała w 2006 albumem pt. Sara May, na którym w większości znajdowały się jej autorskie kompozycje, później wykorzystane m.in. jako tło muzyczne programu telewizyjnego Odkrywanie Ameryki. W tym samym roku zgłosiła dwie piosenki – „It’s Over” i „C’est la vie” – do udziału w cypryjskich eliminacjach do 51. Konkursu Piosenki Eurowizji, ale została zdyskwalifikowana z powodu zgłoszenia obu utworów także do polskich selekcji, przy czym pierwszy z utworów znalazł się na liście rezerwowej programu Piosenka dla Europy 2006. Również w 2006 wydała utwór „7 minut”, który utrzymywał się przez kilka tygodni na pierwszym miejscu polskiej listy MTV, a w 2007 opublikowała teledysk do singla „Nie odejdę”. Obie piosenki znalazły się na składankach muzycznych: The Best Women Forever!, Junior Hits, Muzyczne Hity Vol. 4 i My Music Fresh Vol. 9.
Ogólnopolską rozpoznawalność zdobyła w 2008 za sprawą autorskiego bloga, na którego łamach wypowiadała się na tematy związane z rozrywką i popkulturą. Jej wypowiedzi, często krytyczne i wykorzystujące wulgarne słownictwo, spotykały się z negatywnym odbiorem internautów. W 2009 wydała soulowy album pt. Erotic Soul, za który zebrała przeważnie negatywne recenzje. Płytę promowała singlami: „Mój Jamie” i „True Love”, do których nakręciła prowokujące teledyski. Również w 2009 wystąpiła gościnnie w utworze Maximussa „Spin My Ride”. 
W 2010 startowała jako bezpartyjna kandydatka w wyborach samorządowych do rady dzielnicy Bemowo. Prowadzona przez nią kampania wyborcza, oparta na wyzywającym wizerunku i plakacie, na którym pozuje w bikini, wzbudziła zainteresowanie mediów, w tym niemieckiej stacji RTL, która nakręciła o niej reportaż.
W 2013 wydała album pt. Deszczowa przystań, który promowała singlami: „Niepokorna i przekorny” oraz „Tęsknota”. Poza tym udzielała się wokalnie w muzycznym projekcie Fika. W 2014 opublikowała utwór „Kołysanka”, który dedykowała swojemu nowo narodzonemu synowi. Wraz z założeniem rodziny zakończyła działalność w mediach.

## Życie prywatne
Ma syna Robina i córkę Arianę.

## Dyskografia
Albumy studyjne
| Rok  | Tytuł              |
| ---- | ------------------ |
| 2006 | Sara May           |
| 2009 | Erotic Soul        |
| 2013 | Deszczowa przystań |

Single
| Rok  | Tytuł                      | Album              |
| ---- | -------------------------- | ------------------ |
| 2006 | "It's Over"                | Sara May           |
| 2006 | "Spin It Baby"             | Sara May           |
| 2006 | "All Alone"                | Sara May           |
| 2006 | "C'est la vie"             | Sara May           |
| 2006 | "7 minut"                  | Erotic Soul        |
| 2006 | "Tomorrow"                 | –                  |
| 2007 | "Nie odejdę"               | Erotic Soul        |
| 2007 | "Destin"                   | –                  |
| 2009 | "Mój Jamie"                | Erotic Soul        |
| 2009 | "True Love"                | Erotic Soul        |
| 2009 | "Piekło i grzech"          | Erotic Soul        |
| 2009 | "Trudno powiedzieć kocham" | Erotic Soul        |
| 2013 | "Niepokorna i przekorny"   | Deszczowa przystań |
| 2013 | "Tęsknota"                 | Deszczowa przystań |
| 2013 | "Deja vu"                  | Deszczowa przystań |
| 2013 | "Deszczowa przystań"       | Deszczowa przystań |
| 2014 | "Na życie i śmierć"        | Deszczowa przystań |